# Die for the Government
Die for the Government – album amerykańskiej punkowej grupy Anti-Flag, powstały w 1996 roku. (wyd. New Red Archives)

## Lista utworów
1. You'd Do the Same (2:21)
2. You've Got to Die for the Government (3:39)
3. Drink Drank Punk (1:41)
4. Rotten Future (1:58)
5. Safe Tonight (2:42)
6. Red White and Brainwashed (1:51)
7. Davey Destroyed the Punk Scene (2:19)
8. Summer Squatter Go Home (3:01)
9. She's My Little Go Go Dancer (2:22)
10. Police State in the USA (2:38)
11. Punk by the Book (2:13)
12. Fuck Police Brutality (2:20)
13. I'm Being Watched by the CIA (2:12)
14. Kill the Rich (3:04)
15. No More Dead (3:49)
16. Confused Youth (4:12)
17. Your Daddy Was a Rich Man, Your Daddy's Fucking Dead (2:08)